# Rainer Waser
Rainer Martin Waser (* 16. September 1955 in Frankfurt am Main)  ist ein deutscher Physikochemiker.

## Leben und Wirken
Waser studierte ab 1974 Chemie mit Schwerpunkt Physikalische Chemie an der TH Darmstadt und schloss dieses 1979 mit dem Diplom ab. Anschließend war er 1979/80 an der University of Southampton in der Abteilung Elektrochemie tätig und promovierte 1984 in Darmstadt bei Konrad Georg Weil (Studien zur Bildung Beweglichkeit von Oberflächenkomplexen an der Silber/Elektrolyt-Grenzfläche). Danach arbeitete er bei Philips Research in Aachen in der Abteilung Keramiken für die Elektronik.
Im Jahr 1992 wurde Waser als ordentlicher Professor für elektronische Materialien an die RWTH Aachen berufen. Darüber hinaus übernahm er als Direktor die Abteilung elektronische Materialien am Peter-Grünberg-Institut des Forschungszentrums Jülich. Dort war er 2003 Gründer des Center of Nanoelectronic Systems for Information Technology (CNI). Von 2004 bis 2008 war Waser zudem Adjunct Professor an der Jiaotong University in China.
Waser gründete 2007 die Sektion Fundamentals of Future Information Technology der Jülich-Aachen Research Alliance (JARA-FIT). Seit 2010 ist er Sprecher des Forschungsprogramms Fundamentals of Future Information Technology der Helmholtz-Gemeinschaft. Ein Jahr später wurde er stellvertretender Sprecher des SFB Nanoswitches und ist seit 2012 Professorensprecher der Fakultät für Elektrotechnik und Informationstechnik der RWTH Aachen.
Waser befasst sich mit Ferroelektrika und ferroelektrischen dünnen Filmen, insbesondere ist er dafür bekannt, dass er das Gebiet der resistiven Schalter als Speicherelemente in der Informationstechnik neu belebte (Memristoren). Diese lassen sich mit weniger Energieaufwand schalten als herkömmliche elektronische Bauelemente. 2006 klärte er den grundlegenden Mechanismus für deren Schalteigenschaften.
Seit August 2024 ist er im Ruhestand.

## Ehrungen
- 1994: Edward C. Henry Award der American Ceramic Society
- 2000: Ferroelectrics Recognition Award der IEEE Ultrasonics, Ferroelectrics, and Frequency Control Society.
- 2001: Preis für herausragende Leistungen des International Symposium on Integrated Ferroelectrics (ISIF)
- 2006: Mitglied der Nordrhein-Westfälischen Akademie der Wissenschaften.
- 2007: Masao Ikeda Award
- 2014: Gottfried-Wilhelm-Leibniz-Preis
- 2014: Tsungming-Tu-Preis
- 2015: Ehrendoktor der Universität in Kattowitz

## Schriften (Auswahl)

### Artikel
- mit T. Baiatu, K. H. Härdtl: dc electrical degradation of Perovskite-type Titanates, Teil 1, Journal of the American Ceramic Society, Band 73, 1990, S. 1645–1653, Teil 3, ibid., S. 1663–1673
- mit N. Setter: Electroceramic materials, Acta Materialia, Band 48, 2000, S. 151–178
- mit B. J. Choi u. a.: Resistive switching mechanism of thin films grown by atomic-layer deposition, Journal of Applied Physics, Band 98, 2005, S. 033715
- mit K. Szot, W. Speier, G. Bihlmayer: Switching the electrical resistance of individual dislocations in single-crystalline SrTiO3, Nature Materials, Band 5, 2006, S. 312
- mit M. Aono: Nanoionics-based resistive switching memories, Nature Materials, Band 6, 2007, S. 833
- mit R. Dittmann, G. Staikov, K. Szot: Redox-based resistive switching memories–nanoionic mechanisms, prospects, and challenges, Advanced Materials, Band 21, 2009, S. 2632–2663
- mit S. Menzel, M. Waters, A. Marchewka, U. Böttger, R. Dittmann: Origin of the ultra-nonlinear switching kinetics in oxide-based resistive switches, Advanced Functional Materials, Band 21, 2011, S. 4487–4492
- mit I. Valov, J: R. Jameson, M. N. Kozicki: Electrochemical metallization memories—fundamentals, applications, prospects, Nanotechnology, Band 22, 2011, S. 254003
- mit S. Tappertzhofen, E. Linn, L. Nielen, R. Rosezin, F. Lentz, R. Bruchhaus, I. Valov, U. Böttger: Capacity based nondestructive readout for complementary resistive switches, Nanotechnology, Band 22, 2011, S. 395203
- mit E. Linn, R. Rosezin, C. Kügeler: Complementary resistive switches for passive nanocrossbar memories, Nature Materials, Band 9, 2010, S. 403
- mit  I. Valov, E. Linn, S. Tappertzhofen, S. Schmelzer, J. van den Hurk, F. Lentz: Nanobatteries in redox-based resistive switches require extension of memristor theory, Nature Communications, Band 4, 23. April 2013, Artikel Nr. 1771, Arxiv

### Monografien
- Rainer Waser, Ulrich Böttger, Stephan Tiedke (Hrsg.): Polar Oxides: Properties, Characterization, and Imaging. Wiley-VCH, Weinheim 2004, ISBN 978-3-527-40532-9 (englisch).
- Rainer Waser (Hrsg.): Nanotechnology - Volume 3: Information Technology I (= Nanotechnology. Band 3). Wiley-VCH, Weinheim 2008, ISBN 978-3-527-31732-5 (englisch).
- Rainer Waser (Hrsg.): Nanotechnology - Volume 4: Information Technology II (= Nanotechnology. Band 4). Wiley-VCH, Weinheim 2008, ISBN 978-3-527-31732-5 (englisch).
- Jörg Heber, Darrell Schlom, Yoshinori Tokura, Rainer Waser, Matthias Wuttig (Hrsg.): Frontiers in Electronic Materials: Correlation Effects, Spintronics, and Memristive Phenomena - Fundamentals and Applications. Wiley-VCH, Weinheim 2012, ISBN 978-3-527-41191-7 (englisch).
- Rainer Waser (Hrsg.): Nanoelectronics and Information Technology: Advanced Electronic Materials and Novel Devices. 3rd, completely rev. and enlarged ed Auflage. Wiley-VCH, Weinheim 2012, ISBN 978-3-527-40927-3 (englisch).